# Pierre Rémond de Montmort
Pierre Rémond de Montmort   (París, 27 d'octubre de 1678 - París, 7 d'octubre de 1719) o Pierre Rémond, marquis de Montmort va ser un aristòcrata i matemàtic francès del segle xviii, conegut pel seu treball en el càlcul de probabilitats dels jocs d'atzar.

## Vida
Montmort, que va adoptar aquest cognom anys més tard, va néixer a París, fill de François Rémond (o Reymond) i Marguerite Rallu, tots dos pertanyents a la noblesa. El seu pare, sever i autoritari, el va obligar a estudiar dret, però Monmort, en acabar els estudis va marxar a Anglaterra.
A la mort del seu pare el 1699, retorna a França i es fa deixeble de Nicolas Malebranche a qui admirava després de la lectura d'un dels seus llibres. Els seus mestres de matemàtiques seran els deixebles de Malebranche Louis Carré i Nicolas Guisnée i el seu company d'estudis va ser François Nicole.

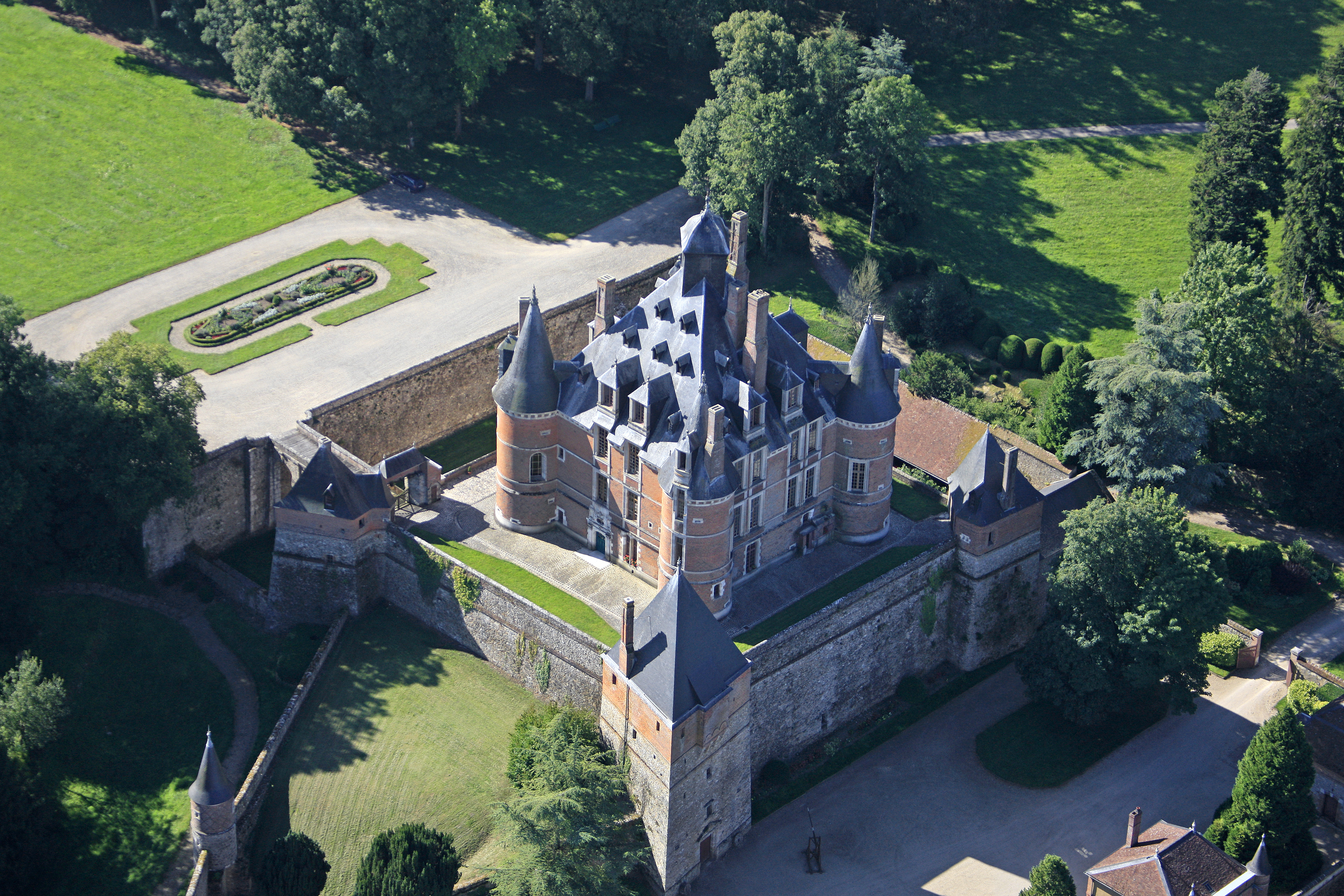
Chateau de Montmort: des de que el va comprar el 1704 hi va viure quasi permanentment.

Poc després, el 1704 i amb la fortuna que li havia deixat en herència, compra el castell de Montmort (avui al municipi de Montmort-Lucy) i adopta aquest nom. El castell continua pertanyent avui en dia (2014) als seus descendents, la família Crombez de Montmort. En aquesta terra va conèixer mademoiselle de Romicourt besneboda de la duquessa d'Angulema amb qui es va casar el 1706, després de deixar la canongia de Notre Dame de París que havia exercit durant un temps.
A partir de llavors va viure una vida retirada al seu castell del camp, fent alguns viatges a Anglaterra i rebent a casa seva a Nicolaus Bernoulli I amb qui va mantenir una cordial relació.

## Obra
La gran obra per la que és conegut Montmort és el seu Essai d'Analyse sur les jeux de hazards (Assaig sobre l'anàlisi dels jocs d'atzar), publicada per primera vegada el 1708 i, en una segona edició molt ampliada, el 1713 per segona vegada.
L'obra està dividida en cinc parts:
- La primera (pàgines 1 a 72) és un tractat sobre les combinacions, basat en el triangle de Pascal.
- La segona està dedicada a l'anàlisi de diferents jocs de cartes habituals de l'època amb el seu càlcul detallat de les expectatives de guany. Són resenyables els seus estudis del Pharaon (pàgines 77 a 104), el Lansquenet (pàgines 105 a 129) i el Tretze[8] (pàgines 130 a 144).
- La tercera està dedicada a la mateixa anàlisi però dels jocs de daus.
- La quarta és un calaix de sastre: una mica de tot. En concret, Montmort brinda una solució dels cèlebres cinc problemes posats per Huygens el 1657.
- A la cinquena (i última) part es reprodueix la correspondència que va mantenir Montmort amb els Bernoulli (Johann i Nicolaus).